# Timbre d'usage courant
 (février 2018).
Si vous disposez d'ouvrages ou d'articles de référence ou si vous connaissez des sites web de qualité traitant du thème abordé ici, merci de compléter l'article en donnant les références utiles à sa vérifiabilité et en les liant à la section « Notes et références ».
Les timbres d'usage courant sont des timbres-poste imprimés en très grande quantité et qui servent à affranchir la plus grande partie du courrier.
Ils sont opposés aux timbres commémoratifs (ou « beaux timbres »), dont les timbres d'usage courant se distinguent souvent par le graphisme. Le très grand tirage de ces derniers conduit souvent à des figurés allégoriques, officiels et manquant de variété puisque les destinataires voient toujours le même timbre.

## Conditionnement
Utilisés par un très grand nombre de personnes, ce sont les timbres d'usage courant qui ont bénéficié en premier des nouveaux conditionnements imaginés par les administrations postales :
- feuille de timbres dès l'apparition du premier timbre, le Penny Black en 1840 ;
- l'invention de la dentelure pour les détacher plus aisément ;
- le carnet de timbres en 1895 au Luxembourg ;
- l'entier postal, c'est-à-dire un pli préaffranchi ;
- la préoblitération pour les envois d'entreprise en grand nombre ;
- les barres phosphorescentes pour le tri automatique du courrier ;
- le timbre autocollant à la fin des années 1980 au Canada ;
- les timbres avec valeur faciale prenant la forme d'une lettre ou à valeur permanente (la poste n'imprime pas de valeur ou plus rarement imprime l'usage prévu en toutes lettres).

## Symbolique

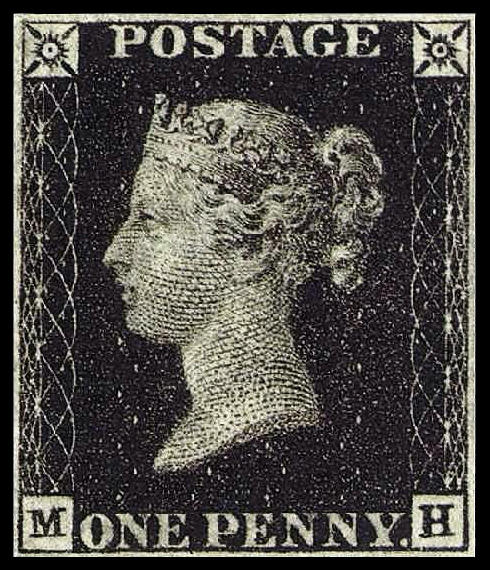
Le premier timbre d'usage courant (1840).

Les États se sont servis des séries de timbres d'usage courant pour illustrer leurs symboles nationaux.
Dans les monarchies, l'effigie du souverain figure sur les timbres d'usage courant.
Les dictatures font apparaître, parfois, le portrait de leur dirigeant. Durant le Troisième Reich, Adolf Hitler sert de sujet aux timbres d'usage courant allemands, mais aussi des territoires sous protectorat comme la Bohême-Moravie par exemple.
Cette inspiration se perpétue en République fédérale d'Allemagne où les portraits des Présidents de la République en fonction (Theodor Heuss, Gustav Heinemann) ornent les enveloppes. Elle cesse à la fin des années 1970 avec l'arrivée au pouvoir de Karl Carstens.
Pourtant fondée sur le culte de la personnalité, l'URSS n'utilisa jamais les effigies de Staline, Khrouchtchev ou Brejnev pour ses timbres d'usage courant. Seule celle de Lénine le fut, mais après sa mort.
Aux États-Unis et au Canada, c'est le drapeau qui figure.
En France, depuis la fin de la Seconde Guerre mondiale, c'est Marianne, une allégorie de la République qui illustre ces timbres, avec toutefois l'intermède des Sabines entre les années 1977 et 1981. À partir du président Valéry Giscard d'Estaing, la série d'usage courant est renouvelée environ une fois par mandat présidentiel.